# Padri e figli
Padri e figli é um filme italiano de 1957, do gênero comédia, dirigido por Mario Monicelli.

## Elenco
- Vittorio De Sica.... Vincenzo Corallo
- Lorella De Luca.... Marcella Corallo
- Riccardo Garrone.... Carlo Corallo
- Marcello Mastroianni.... Cesare
- Fiorella Mari.... Rita
- Franco Interlenghi.... Guido Blasi
- Antonella Lualdi.... Giulia Blasi
- Memmo Carotenuto.... Amerigo Santarelli

## Principais prêmios e indicações
No mesmo ano de seu lançamento, o filme foi indicado ao Urso de Ouro e premiado com o Urso de Prata de melhor diretor no Festival de Berlim.